# Horace Woodard
Horace Land Woodard ([ˈwʊdɑːrd] ; * 18. August 1904 in Salt Lake City; † 20. April 1973 in Los Angeles) war ein US-amerikanischer Filmproduzent, Filmregisseur, Filmeditor, Kameramann und Drehbuchautor, der bei der Oscarverleihung 1935 den Oscar für den besten Kurzfilm erhielt.

## Leben
Woodard erhielt zusammen mit seinem älteren Bruder Stacy Woodard 1935 für City of Wax (1934) den Oscar für den besten Kurzfilm.
Weitere Filme, an denen er als Produzent, Regisseur, Editor, Kameramann oder Drehbuchautor beteiligt war, waren die zumeist dokumentarischen Kurzfilme Neptune Mysteries: The Struggle to Live Series (1935), Adventures of Chico (1938) und The Negro Soldier (1944). Bei dem Film Monsieur Fabre (1951) von Henri Diamant-Berger war er zuletzt als Kameramann tätig.
Mit seinem Bruder gründete er die Filmproduktionsgesellschaft Woodard Productions.